# Fleur d'oubli
Pour plus de détails, voir Fiche technique et Distribution.
Fleur d'oubli (arabe : خشخاش) est un film tunisien réalisé par Salma Baccar, sorti en 2006.

## Synopsis
Après la Seconde Guerre mondiale, Zakia, jeune femme de la bourgeoisie, épouse Si Mokhtar qui la viole et entame une relation homosexuelle avec leur serviteur Jaâfar. Elle le trompe avec Jaâfar pour tomber enceinte sous la pression de sa belle-mère qui cherche à sauver l'honneur de son fils.
Pour calmer un accouchement douloureux, sa mère lui donne une tisane à base de pavot (khochkhach). Après des années de descente dans l'enfer de la dépendance, elle rencontre, dans un asile d'aliénés, Khemaïs auprès de qui elle redécouvre le goût d'aimer et de vivre.

## Réception
Des titres de la presse populaire arabophone polémiquent sur un thème jugé « léger », « superflu » ou « anachronique ». En revanche, Le Temps salue « le courage et la générosité » du film pour son approche de « thèmes épineux et complexes ».
Le traitement de la relation entre l'homme et la femme et de l'homosexualité dans le film suscite également des débats, notamment lors d'un événement à la Maison de la culture Ibn-Khaldoun de Tunis.

## Fiche technique
- Réalisation : Salma Baccar
- Scénario : Salma Baccar et Aroussia Nalouti
- Musique : Rabii Zammouri
- Photographie : Andréas Sinanos
- Montage : Karim Hammouda et Kahena Attia
- Son : Hechmi Joulak
- Langue : arabe
- Format : couleur - 35 mm
- Genre : drame
- Durée : 110 min
- Dates de sortie :
  - Tunisie : 18 janvier 2006
  - France : 20 mai 2006

## Distribution
- Rabia Ben Abdallah : Zakia
- Raouf Ben Amor : Si Mokhtar
- Alaeddine Ayoub : Khemaïs
- Leila Chebbi : Anissa
- Halima Daoud : belle-mère de Zakia
- Kawther El Bardi : Saïda
- Jalel Eddine Saadi
- Mohamed Ali Ben Jemaa : Jaâfar
- Samia Rhaiem
- Oumayma Ben Hafsia
- Saoussen Maalej
- Naïma El Jeni
- Sihem Msadek
- Najoua Zouhair